# Matías Villarreal
Matías Raúl Villarreal (n. Godoy Cruz, Mendoza, Argentina; 16 de enero de 1992) es un futbolista argentino. Juega de volante en Deportivo Maipú, equipo de la Primera Nacional.

## Carrera

### Independiente Rivadavia
Villarreal comenzó su carrera en Independiente Rivadavia, debutando como profesional el 7 de mayo de 2011 en el empate 0-0 contra la Comisión de Actividades Infantiles. Fue titular y reemplazado al finalizar el primer tiempo.
El 15 de noviembre de 2014 convirtió su primer gol profesional. Ocurrió en la victoria por 1-0 sobre All Boys.

### Estudiantes
Luego de varios años en la Lepra mendocina, Matías Villarreal se convirtió en refuerzo de Estudiantes, equipo que en ese momento se encontraba en la Primera B. Debutó ingresando a los 15 minutos del segundo tiempo por Rodrigo Sayavedra, en lo que fue empate a 0 frente a UAI Urquiza.
En el Pincha logró ser un pilar importante para que, en 2019, el equipo de la provincia de Buenos Aires pueda volver a la Primera Nacional, segunda categoría del fútbol argentino.

### Aldosivi
Sus buenas actuaciones captaron el interés de varios clubes de Primera División. Sin embargo, Aldosivi, fue el equipo que se hizo con sus servicios.

### Quilmes
El volante no tuvo la continuidad esperada y, por eso, en julio de 2021, Villarreal se convirtió en refuerzo de Quilmes, de la Primera Nacional. Firmó a préstamo hasta 2022 con opción de salida en diciembre de 2021.

## Estadísticas

### Clubes
| Club                              | Div.                | Temporada           | Liga  | Liga  | Copas nacionales | Copas nacionales | Copas internacionales | Copas internacionales | Total | Total | Media goleadora |
| Club                              | Div.                | Temporada           | Part. | Goles | Part.            | Goles            | Part.                 | Goles                 | Part. | Goles | Media goleadora |
| --------------------------------- | ------------------- | ------------------- | ----- | ----- | ---------------- | ---------------- | --------------------- | --------------------- | ----- | ----- | --------------- |
| Independiente Rivadavia Argentina | 2.ª                 | 2010-11             | 1     | 0     | —                | —                | —                     | —                     | 1     | 0     | 0.00            |
| Independiente Rivadavia Argentina | 2.ª                 | 2011-12             | —     | —     | —                | —                | —                     | —                     | 0     | 0     | 0.00            |
| Independiente Rivadavia Argentina | 2.ª                 | 2012-13             | —     | —     | —                | —                | —                     | —                     | 0     | 0     | 0.00            |
| Independiente Rivadavia Argentina | 2.ª                 | 2013-14             | 8     | 0     | 1                | 0                | —                     | —                     | 8     | 0     | 0.00            |
| Independiente Rivadavia Argentina | 2.ª                 | 2014                | 4     | 1     | —                | —                | —                     | —                     | 4     | 1     | 0.25            |
| Independiente Rivadavia Argentina | 2.ª                 | 2015                | 24    | 0     | 2                | 0                | —                     | —                     | 26    | 0     | 0.00            |
| Independiente Rivadavia Argentina | 2.ª                 | 2016                | 14    | 0     | —                | —                | —                     | —                     | 14    | 0     | 0.00            |
| Independiente Rivadavia Argentina | 2.ª                 | 2016-17             | 14    | 0     | 1                | 0                | —                     | —                     | 15    | 0     | 0.00            |
| Independiente Rivadavia Argentina | Total club          | Total club          | 65    | 1     | 4                | 0                | 0                     | 0                     | 69    | 1     | 0.01            |
| Estudiantes Argentina             | 3.ª                 | 2017-18             | 27    | 0     | —                | —                | —                     | —                     | 27    | 0     | 0.00            |
| Estudiantes Argentina             | 3.ª                 | 2018-19             | 35    | 1     | 2                | 0                | —                     | —                     | 37    | 1     | 0.03            |
| Estudiantes Argentina             | 2.ª                 | 2019-20             | 19    | 2     | 4                | 0                | —                     | —                     | 23    | 2     | 0.09            |
| Estudiantes Argentina             | Total club          | Total club          | 81    | 3     | 6                | 0                | 0                     | 0                     | 87    | 3     | 0.03            |
| Aldosivi Argentina                | 1.ª                 | 2020                | —     | —     | 7                | 0                | —                     | —                     | 7     | 0     | 0.00            |
| Aldosivi Argentina                | 1.ª                 | 2021                | —     | —     | 3                | 0                | —                     | —                     | 3     | 0     | 0.00            |
| Aldosivi Argentina                | Total club          | Total club          | 0     | 0     | 10               | 0                | 0                     | 0                     | 10    | 0     | 0.00            |
| Quilmes Argentina                 | 2.ª                 | 2021                | 15    | 0     | —                | —                | —                     | —                     | 15    | 0     | 0.00            |
| Quilmes Argentina                 | Total club          | Total club          | 15    | 0     | 0                | 0                | 0                     | 0                     | 15    | 0     | 0.00            |
| Gimnasia y Esgrima (M) Argentina  | 2.ª                 | 2022                | 38    | 0     | 1                | 0                | —                     | —                     | 39    | 0     | 0.00            |
| Gimnasia y Esgrima (M) Argentina  | Total club          | Total club          | 38    | 0     | 1                | 0                | 0                     | 0                     | 39    | 0     | 0.00            |
| Resistencia Paraguay              | 1.ª                 | 2023                | 15    | 0     | 0                | 0                | —                     | —                     | 15    | 0     | 0.00            |
| Resistencia Paraguay              | Total club          | Total club          | 15    | 0     | 0                | 0                | 0                     | 0                     | 15    | 0     | 0.00            |
| Deportivo Madryn Argentina        | 2.ª                 | 2023                | 17    | 0     | —                | —                | —                     | —                     | 17    | 0     | 0.00            |
| Deportivo Madryn Argentina        | Total club          | Total club          | 17    | 0     | 0                | 0                | 0                     | 0                     | 17    | 0     | 0.00            |
| Agropecuario Argentina            | 2.ª                 | 2024                | 33    | 0     | 0                | 0                | —                     | —                     | 33    | 0     | 0.00            |
| Agropecuario Argentina            | Total club          | Total club          | 33    | 0     | 0                | 0                | 0                     | 0                     | 33    | 0     | 0.00            |
| Deportivo Maipú Argentina         | 2.ª                 | 2025                | 21    | 0     | —                | —                | —                     | —                     | 21    | 0     | 0.00            |
| Deportivo Maipú Argentina         | Total club          | Total club          | 21    | 0     | 0                | 0                | 0                     | 0                     | 21    | 0     | 0.00            |
| Total en su carrera               | Total en su carrera | Total en su carrera | 286   | 4     | 21               | 0                | 0                     | 0                     | 307   | 4     | 0.01            |
| 1. 2.                             |                     |                     |       |       |                  |                  |                       |                       |       |       |                 |